# Heterocypris americana
Heterocypris americana är en kräftdjursart som först beskrevs av Joseph Augustine Cushman 1905.  Heterocypris americana ingår i släktet Heterocypris och familjen Cyprididae. Inga underarter finns listade i Catalogue of Life.